# Калинин, Роман Евгеньевич
Роман Евгеньевич Калинин (род. 1 августа 1977, Рязань) — российский сердечно-сосудистый хирург высшей категории. Доктор медицинских наук, профессор. Ректор РязГМУ с 2011 года. Заслуженный деятель науки Российской Федерации (2022).

## Биография
Окончил лечебный факультет Рязанского государственного медицинского университета имени академика И. П. Павлова (2000).
В альма-матер прошёл путь от ассистента до ректора.
С 2011 г. исполняющий обязанности, в 2012 г. утвержден в должности ректора университета. Также заведующий кафедрой сердечно-сосудистой, рентгенэндоваскулярной, оперативной хирургии и топографической анатомии.
Председатель РязООО «Общество апитерапевтов», вице-президент Ассоциации флебологов России.
Член правления Российского общества ангиологов и сосудистых хирургов, член Европейского общества сосудистых хирургов, член Российской ассоциации сердечно-сосудистых хирургов, член Ассоциации хирургов Рязанской области, председатель Рязанского регионального отделения Российского общества хирургов.
Член Российского совета ректоров, председатель совета Рязанского отделения общероссийской общественной организации «Российская ассоциация содействия науке».
Главный редактор журнала «Российский медико-биологический вестник имени академика И. П. Павлова». Член редакционной коллегии научно-информационного и аналитического журнала «Клеточная трансплантология и тканевая инженерия». Член редакционной коллегии журнала «Образование. Наука. Научные кадры».
Обладатель гранта Президента Российской Федерации для государственной поддержки молодых российских ученых — кандидатов и докторов наук в 2011 году.
Награждён Почетной грамотой губернатора Рязанской области, Почетной грамотой Рязанской областной Думы.
Основное направление научных исследований — ангиология и сердечно-сосудистая хирургия.
Автор более 200 научных и учебно-методических работ, 5 патентов на изобретение.

## Санкции
6 марта 2022 года после вторжения России на Украину подписал письмо в поддержу российской агрессии. С 9 июня 2022 года находится под персональными санкциями Украины за поддержку войны. Также был внесён ФБК в список коррупционеров и разжигателей войны за поддержку нападения на Украину, 16 марта 2022 года форумом свободной России внесён в «Список Путина» и доклад «поджигателей войны» с предложением введения против него международных санкций.

## Награды
- Заслуженный деятель науки Российской Федерации (22 декабря 2022 года) — за заслуги в научной деятельности и многолетнюю добросовестную работу[7]